# G스퀘어
G스퀘어(영어: G-Square)는 대한민국 경기도 안양시 동안구 호계동에 위치하고 있다.